# 原田哲男
原田 哲男（はらだ てつお）は、日本の美術監督である。横浜放送映画専門学院（現・日本映画大学）第十期卒業。2012年『最後の忠臣蔵』で第35回日本アカデミー賞最優秀美術賞を受賞。2016年『日本のいちばん長い日』で第39回日本アカデミー賞優秀美術賞、ならびに第70回毎日映画コンクール美術賞を受賞。2022年『燃えよ剣』で第45回アカデミー賞最優秀美術賞、ならびに第76回毎日映画コンクール美術賞を受賞。

## 主な作品

### テレビ作品
- 雲霧仁左衛門（1995年）
- 保護司堂本ガンバります!郡上八幡連続殺人事件（1996年）
- 京都セクシー妖怪殺人案内（1997年）
- 霧の橋の決闘!（1999年）
- 京都の芸者弁護士3 三方五湖、悪魔の逆転殺人! なめたらあきまへんで!!（1999年）
- 次郎長三国志（2000年）
- 剣客商売3（2001年）
- 壬生義士伝〜新選組でいちばん強かった男（2002年）
- 陰陽師☆安倍晴明〜王都妖奇譚（2002年）
- 忠臣蔵 決断の時 第二部 風雲!赤穂城 涙の誓い（2003年）
- 古都（2005年）
- 怪談スペシャル 100 tales of horror（2005年）
- 新・赤かぶ検事奮戦記17（2005年）
- 剣客商売スペシャル 決闘・高田の馬場」（2005年）
- 天下騒乱 徳川三代の陰謀 第一部 家康死す（2006年）
- 天下騒乱 徳川三代の陰謀 第二部 十兵衛奔る!（2006年）
- 天下騒乱 徳川三代の陰謀 第三部 妻子と離別（2006年）
- 必殺仕事人2007（2007年）
- 刺客請負人1（2007年）
- 父からの手紙（2007年）
- 寧々〜おんな太閤記 おかかの務め 桶狭間から本能寺へ（2009年）
- 寧々〜おんな太閤記 天下人の妻（2009年）
- 寧々〜おんな太閤記 平和への祈り 決戦!関ヶ原（2009年）
- 書道教授（2010年）
- 鬼平犯科帳スペシャル 高萩の捨五郎（2010年）
- 必殺仕事人2010（2010年）

### 映画作品
- 修羅之介斬魔劍　妖魔伝説（1996年）
- 新・第三の極道III（1996年）
- くノ一忍法帖 忍者月影抄（1996年）
- 必殺始末人（1997年）
- 良寛（1997年）
- OTSUYA 怪談牡丹燈籠（1998年）
- 必殺! 三味線屋勇次（1999年）
- さくや妖怪伝（2000年）
- 悪名 AKUMYOU（2001年）
- カタクリ家の幸福（2001年）
- 白い犬とワルツを（2002年）
- 首領への道（2003年）
- 跋扈妖怪伝 牙吉 KIBAKICHI 第一部（2003年）
- 風雲児 長者番付に挑んだ男（2005年）
- ニセ札（2009年）
- 獄（ひとや）に咲く花（2010年）
- 最後の忠臣蔵（2010年）
- 駆込み女と駆出し男（2015年）
- 日本のいちばん長い日（2015年）
- 関ヶ原（2017年）
- 居眠り磐音（2019年）
- 引っ越し大名!（2019年）
- 天外者（2020年）
- 燃えよ剣（2021年）
- 大名倒産（2023年）